# Медведица (Кашинский район)
Медведица — поселок в Кашинском городском округе Тверской области.

## География
Находится в юго-восточной части Тверской области на расстоянии приблизительно 22 км на юго-запад по прямой от города Кашин на правом берегу реки Медведица.

## История
Поселок был показан ещё на карте 1978 года как Воронцовское лесничество с 10 дворами. До 2018 года входил в состав ныне упразднённого Верхнетроицкого сельского поселения.

## Население
Численность населения: 9 человек (русские 100 %) в 2002 году, 17 в 2010.